# Corentin Hébert
Corentin Hébert est un joueur de kayak-polo international français.
Il participe en 2008 au championnat de France N1 dans l'équipe de Thury-Harcourt.
Il est le meilleur buteur du Championnat d'Europe espoir en 2007, ex aequo avec le portugais Ricardo Gamito.

## Sélections
Sélections en équipe de France espoir
- Championnats d'Europe 2005 : Médaille d'argent [2]
- Championnats d'Europe 2007 : Médaille d'or [3]

Sélections en équipe de France sénior
- Championnats du monde 2018